# أكبر توراييف
أكبر توراييف (27 أغسطس 1989 طشقند أوزبكستان - ) هو لاعب كرة قدم أوزبكستاني، يلعب كحارس مرمى.

## روابط خارجية
- أكبر توراييف على موقع قاعدة بيانات كرة القدم.إي يو (الإنجليزية)
- أكبر توراييف على موقع ناشيونال فوتبول تيمز (الإنجليزية)
- أكبر توراييف على موقع Soccerway.com (الإنجليزية)